# Argentijns Senior Open
Het Argentijns Senior Open (Campeonato Abierto Senior) is een golftoernooi voor spelers van vijftig jaar en ouder.
De eerste editie vond plaats in 1987 en werd gewonnen door Roberto De Vicenzo. Zesmaal werd het toernooi door Horacio Carbonetti gewonnen, in 2003 verloor hij op zijn thuisclub in Rio Cuarte de play-off tegen Antonio Ortiz.

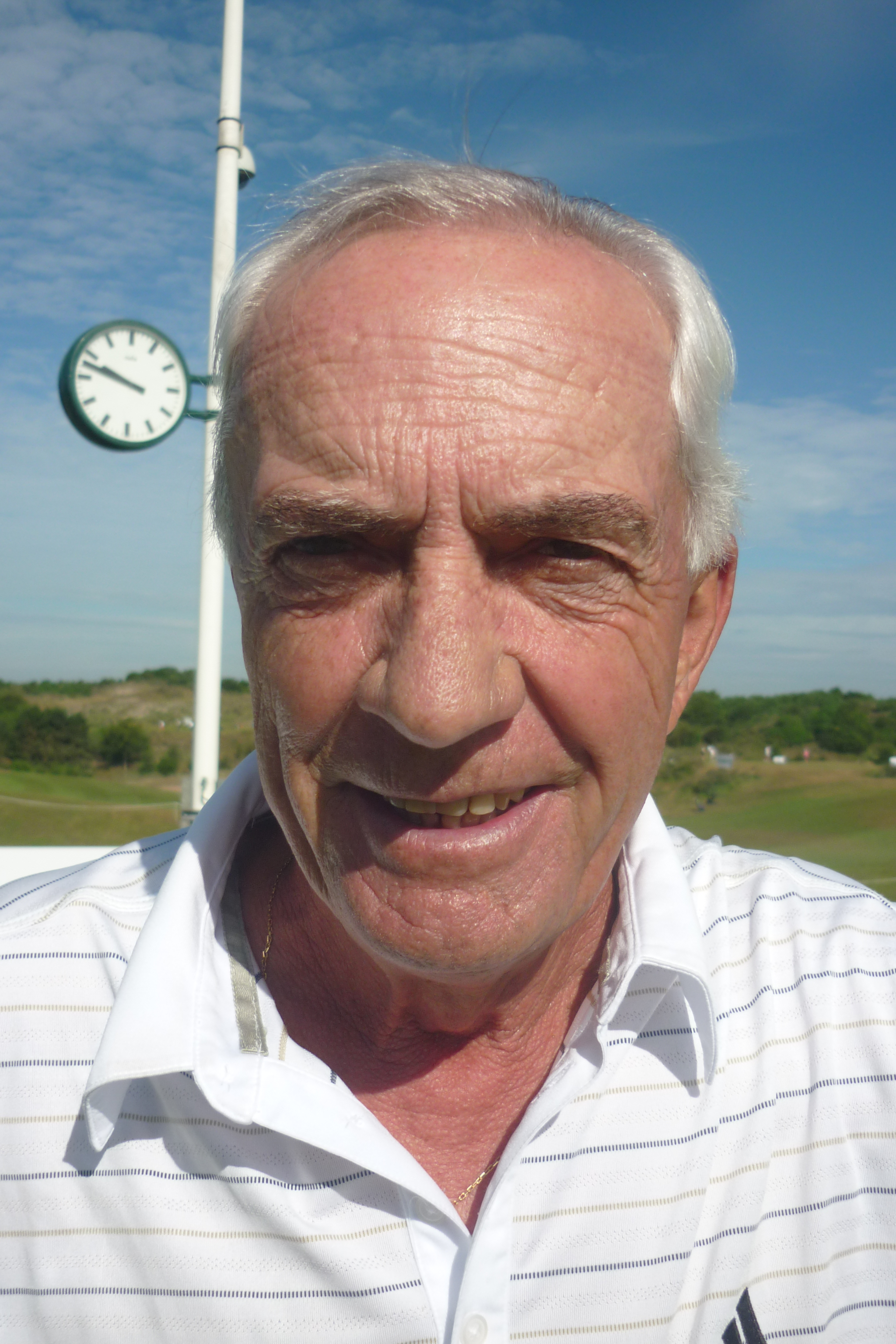
Zesvoudig winnaar Carbonetti

| Year    | Winner               | Score         | Runner Up          |
| ------- | -------------------- | ------------- | ------------------ |
| 2007–08 | Niet gespeeld        | Niet gespeeld | Niet gespeeld      |
| 2006    | Armando Saavedra     | 219           | Hugo Vizzone       |
| 2005    | Horacio Carbonetti   | 204           | Alberto Giannone   |
| 2004    | Niet gespeeld        | Niet gespeeld | Niet gespeeld      |
| 2003    | Antonio Ortiz *      |               | Horacio Carbonetti |
| 2002    | Horacio Carbonetti   | 214           | Antonio Ortiz      |
| 2001    | Horacio Carbonetti   | 218           | Alberto Giannone   |
| 2000    | Horacio Carbonetti   |               |                    |
| 1999    | Horacio Carbonetti   |               |                    |
| 1998    | Niet gespeeld        | Niet gespeeld | Niet gespeeld      |
| 1997    | Horacio Carbonetti   |               |                    |
| 1994–96 | Niet gespeeld        | Niet gespeeld | Niet gespeeld      |
| 1993    | Florentino Molina    |               |                    |
| 1992    |                      |               |                    |
| 1991    | Florentino Molina    |               |                    |
| 1990    |                      |               |                    |
| 1989    | Juan Carlos Molina * |               |                    |
| 1988    |                      |               |                    |
| 1987    | Roberto De Vicenzo   |               |                    |